# Observatorul Astronomic din Pulkovo
Observatorul Astronomic din Pulkovo (în rusă Пу́лковская Астрономи́ческая обсервато́рия) este principalul observator astronomic al Academiei Ruse de Științe. Este situate la 19 km sud de Sankt Petersburg, pe înălțimile Pulkovo, a 75 m deasupra nivelului mării. Face parte din patrimoniul mondial protejat de UNESCO.
Observatorul, proiectat de Alexandr Briullov, și-a deschis porțile în 1839. A fost destinat, la început, să servească omului de știință rus, de origine germană,  Vassili Iakovlevici Struve, care a devenit primul director al observatorului. Fiul său, Otto Vassilievici Struve, l-a înlocuit în 1861.

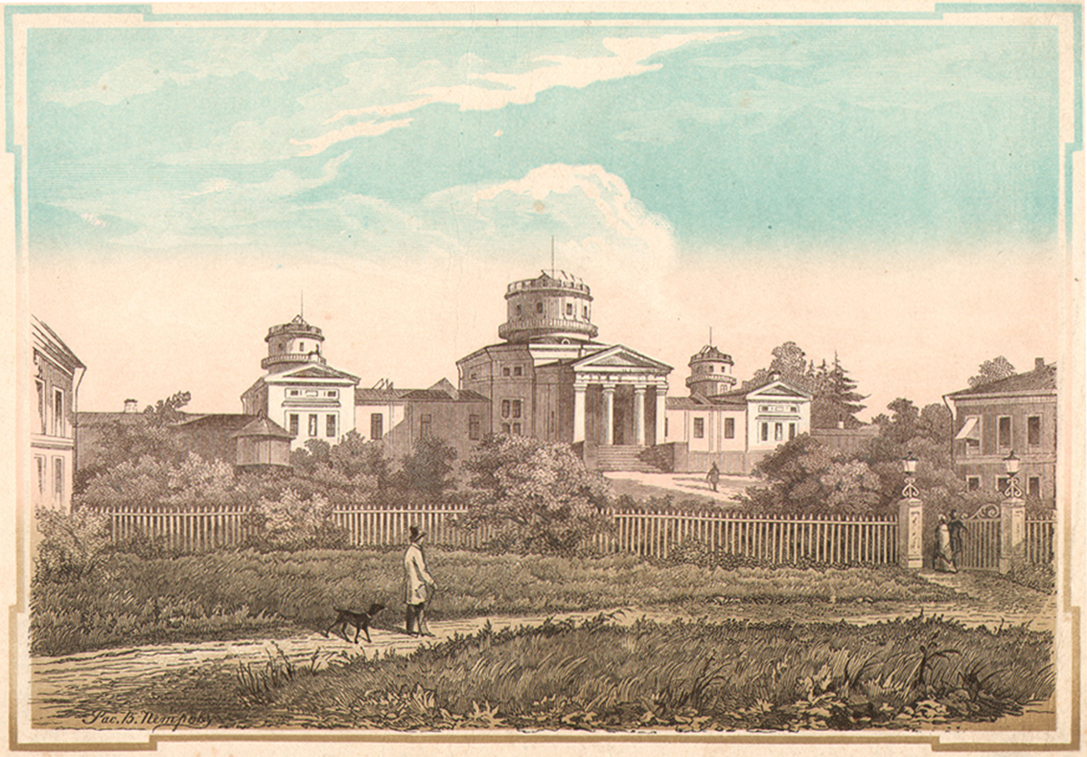
Observatorul din Pulkovo (1855).

Observatorul este echipat cu o lunetă astronomică, cu obiectivul de 38 mm, cea mai mare din lume, în momentul construcției sale, și cele mai bune tehnologii din epocă. Obiectivul principal al acestui observator era să să se determine coordonatele stelelor duble și unele constante astronomice, cum sunt precesia sau nutația Pământului, aberații și refracții. A fost utilizat și pentru conducerea studiilor geografice asupra teritoriului rus, și în dezvoltarea navigației. Catalogul de stele, pe care l-a redactat în 1845, 1865, 1885, 1905 și în 1930, conținea pozițiile precise a 374, apoi a 558 dintre ele.
Pentru observarea stelelor din sud, care nu puteau fi văzute de la latitudinea observatorului, oamenii de știință lucrau în colaborare cu două stații. Prima era situată în orașul Sîmeiiz, în Crimeea (Observatorul din Sîmeiiz). Cea de a doua era o stație astronomică la Mîkolaiiv, astăzi în Ucraina, altădată un observator al departamentului naval.
Personalul observatorului a fost afectat în foarte mare măsură de Marea Epurare, foarte mulți astronomi ai Observatorului din Pulkovo, inclusiv directorul Boris Gherasimovici, au fost arestați și executați spre sfârșitul anilor 1930.
Observatorul a fost o țintă aleasă a bombardamentelor din cel de-al Doilea Război mondial. Toate clădirile au fost distruse. Instrumentele principale au fost salvate in extremis și păstrate la Leningrad, inclusiv telescopul și conținutul bibliotecii.
Chiar înainte de sfârșitul războiului, guvernul sovietic a hotărât să se reconstruiască observatorul. În 1946 lucrările de refacere au început, după ce fusese curățat terenul. Observatorul și-a redeschis porțile în mai 1954. Nu numai că a fost reconstruit, ci și completat foarte mult, din punct de vedere al tehnologiei, al personalului și al domeniilor de studiu.
La 5 februarie 1997 aproape 1.500 din cele 3.852 de cărți ale bibliotecii observatorului au fost distruse de un incendiu criminal, celelalte cărți fiind deteriorate de flăcări, de fum și de apa pompierilor.